# Singida (vùng)
Singida là một vùng của Tanzania. Thủ phủ của vùng Singida đóng tại Singida. Vùng Singida có diện tích 49341 ki lô mét vuông. Đến thời điểm điều tra dân số ngày 25 tháng 8 năm 2002, vùng Singida có dân số 1090758 người.